# División Este de la Liga Nacional
La División Este de la Liga Nacional (National League East Division) es una de las seis divisiones de Major League Baseball.

## Miembros

### Miembros actuales
- Atlanta Braves - Se unió en 1994; previamente estaban en la División Oeste de la Liga Nacional.
- Miami Marlins - Se unió en 1993 como equipo de expansión.
- New York Mets - Miembro fundador
- Philadelphia Phillies - Miembro fundador
- Washington Nationals - Miembro fundador (como equipo de expansión; originalmente los Montreal Expos).

### Miembros Antiguos
- Chicago Cubs - Miembro fundador; actualmente en la División Central de la Liga Nacional.
- Pittsburgh Pirates - Miembro fundador; actualmente en la División Central de la Liga Nacional.
- St. Louis Cardinals - Miembro fundador; actualmente en la División Central de la Liga Nacional.

## Alineación de la división
| Período       | Alineación | Cambios |
| ------------- | --- | --- |
| 1969-1992     | Chicago Cubs, Montreal Expos, New York Mets, Philadelphia Phillies, Pittsburgh Pirates, St. Louis Cardinals                  | Creación de la división debido a la expansión de 1969 |
| 1993          | Chicago Cubs, Florida Marlins, Montreal Expos, New York Mets, Philadelphia Phillies, Pittsburgh Pirates, St. Louis Cardinals | Se unen los Florida Marlins por la expansión de 1993 |
| 1994-2004     | Atlanta Braves, Florida Marlins, Montreal Expos, New York Mets, Philadelphia Phillies                                        | Los Atlanta Braves se unen desde la División Oeste de la Liga Nacional; los Chicago Cubs, Pittsburgh Pirates y St. Louis Cardinals se cambian a la recién creada División Central de la Liga Nacional |
| 2005-presente | Atlanta Braves, Miami Marlins, New York Mets, Philadelphia Phillies, Washington Nationals                                    | Los Montreal Expos se mudan a Washington D. C., convirtiéndose en los Washington Nationals |

## Campeones divisionales
| Temp. | Equipo                                     | Récord                                     | %                                          | Resultado en los playoffs                  |
| ----- | ------------------------------------------ | ------------------------------------------ | ------------------------------------------ | ------------------------------------------ |
| 1969  | New York Mets                              | 100–62                                     | .617                                       | Ganó la Serie Mundial                      |
| 1970  | Pittsburgh Pirates                         | 89–73                                      | .549                                       | Perdió el Campeonato de la NL              |
| 1971  | Pittsburgh Pirates                         | 97–65                                      | .599                                       | Ganó la Serie Mundial                      |
| 1972  | Pittsburgh Pirates                         | 96–59                                      | .619                                       | Perdió el Campeonato de la NL              |
| 1973  | New York Mets                              | 82–79                                      | .509                                       | Perdió la Serie Mundial                    |
| 1974  | Pittsburgh Pirates                         | 88–74                                      | .543                                       | Perdió el Campeonato de la NL              |
| 1975  | Pittsburgh Pirates                         | 92–69                                      | .571                                       | Perdió el Campeonato de la NL              |
| 1976  | Philadelphia Phillies                      | 101–61                                     | .623                                       | Perdió el Campeonato de la NL              |
| 1977  | Philadelphia Phillies                      | 101–61                                     | .623                                       | Perdió el Campeonato de la NL              |
| 1978  | Philadelphia Phillies                      | 90–72                                      | .556                                       | Perdió el Campeonato de la NL              |
| 1979  | Pittsburgh Pirates                         | 98–64                                      | .605                                       | Ganó la Serie Mundial                      |
| 1980  | Philadelphia Phillies                      | 91–71                                      | .562                                       | Ganó la Serie Mundial                      |
| 1981  | Montreal Expos                             | 60–48                                      | .556                                       | Perdió el Campeonato de la NL              |
| 1982  | St. Louis Cardinals                        | 92–70                                      | .570                                       | Ganó la Serie Mundial                      |
| 1983  | Philadelphia Phillies                      | 90–72                                      | .556                                       | Perdió la Serie Mundial                    |
| 1984  | Chicago Cubs                               | 96–65                                      | .596                                       | Perdió el Campeonato de la NL              |
| 1985  | St. Louis Cardinals                        | 101–61                                     | .623                                       | Perdió la Serie Mundial                    |
| 1986  | New York Mets                              | 108–54                                     | .667                                       | Ganó la Serie Mundial                      |
| 1987  | St. Louis Cardinals                        | 95–67                                      | .586                                       | Perdió la Serie Mundial                    |
| 1988  | New York Mets                              | 100–60                                     | .625                                       | Perdió el Campeonato de la NL              |
| 1989  | Chicago Cubs                               | 93–69                                      | .574                                       | Perdió el Campeonato de la NL              |
| 1990  | Pittsburgh Pirates                         | 95–67                                      | .586                                       | Perdió el Campeonato de la NL              |
| 1991  | Pittsburgh Pirates                         | 98–64                                      | .605                                       | Perdió el Campeonato de la NL              |
| 1992  | Pittsburgh Pirates                         | 96–66                                      | .593                                       | Perdió el Campeonato de la NL              |
| 1993  | Philadelphia Phillies                      | 97–65                                      | .599                                       | Perdió la Serie Mundial                    |
| 1994  | Suspendida debido a la huelga de jugadores | Suspendida debido a la huelga de jugadores | Suspendida debido a la huelga de jugadores | Suspendida debido a la huelga de jugadores |
| 1995  | Atlanta Braves                             | 90–54                                      | .625                                       | Ganó la Serie Mundial                      |
| 1996  | Atlanta Braves                             | 96–66                                      | .593                                       | Perdió la Serie Mundial                    |
| 1997  | Atlanta Braves                             | 101–61                                     | .623                                       | Perdió el Campeonato de la NL              |
| 1998  | Atlanta Braves                             | 106–56                                     | .654                                       | Perdió el Campeonato de la NL              |

| Temp. | Equipo                | Récord     | %          | Resultado en los playoffs     |
| ----- | --------------------- | ---------- | ---------- | ----------------------------- |
| 1999  | Atlanta Braves        | 103–59     | .636       | Perdió la Serie Mundial       |
| 2000  | Atlanta Braves        | 95–67      | .586       | Perdió la Serie Divisional    |
| 2001  | Atlanta Braves        | 88–74      | .543       | Perdió el Campeonato de la NL |
| 2002  | Atlanta Braves        | 101–59     | .631       | Perdió la Serie Divisional    |
| 2003  | Atlanta Braves        | 101–61     | .623       | Perdió la Serie Divisional    |
| 2004  | Atlanta Braves        | 96–66      | .593       | Perdió la Serie Divisional    |
| 2005  | Atlanta Braves        | 90–72      | .556       | Perdió la Serie Divisional    |
| 2006  | New York Mets         | 97–65      | .599       | Perdió el Campeonato de la NL |
| 2007  | Philadelphia Phillies | 89–73      | .549       | Perdió la Serie Divisional    |
| 2008  | Philadelphia Phillies | 92–70      | .568       | Ganó la Serie Mundial         |
| 2009  | Philadelphia Phillies | 93–69      | .574       | Perdió la Serie Mundial       |
| 2010  | Philadelphia Phillies | 97–65      | .599       | Perdió el Campeonato de la NL |
| 2011  | Philadelphia Phillies | 102–60     | .630       | Perdió la Serie Divisional    |
| 2012  | Washington Nationals  | 98–64      | .605       | Perdió la Serie Divisional    |
| 2013  | Atlanta Braves        | 96–66      | .593       | Perdió la Serie Divisional    |
| 2014  | Washington Nationals  | 96–66      | .593       | Perdió la Serie Divisional    |
| 2015  | New York Mets         | 90–72      | .556       | Perdió la Serie Mundial       |
| 2016  | Washington Nationals  | 95–67      | .586       | Perdió la Serie Divisional    |
| 2017  | Washington Nationals  | 97–65      | .599       | Perdió la Serie Divisional    |
| 2018  | Atlanta Braves        | 90–72      | .556       | Perdió la Serie Divisional    |
| 2019  | Atlanta Braves        | 97–65      | .599       | Perdió la Serie Divisional    |
| 2020  | Atlanta Braves        | 35-25      | .583       | Perdió el Campeonato de la NL |
| 2021  | Atlanta Braves        | 88-73      | .547       | Ganó la Serie Mundial         |
| 2022  | Atlanta Braves        | 101-61     | .623       | Perdió la Serie Divisional    |
| 2023  | Atlanta Braves        | 104-58     | .642       | Perdió la Serie Divisional    |
| 2024  | Philadelphia Phillies | 95-67      | .586       | Perdió la Serie Divisional    |
| 2025  | En disputa            | En disputa | En disputa | En disputa                    |

## Clasificados a los playoffs vía Comodín
- Desde la temporada 1994 hasta la 2011 se incorporó la ronda divisional que clasificó a un equipo a la Ronda divisional, desde 2012 se creó la ronda comodín que clasifica a tres equipos a la mencionada ronda.

| Temp. | Equipo               | Récord | %    | Resultado en los playoffs              |
| ----- | -------------------- | ------ | ---- | -------------------------------------- |
| 1997  | Florida Marlins      | 92–70  | .568 | Ganó la Serie Mundial                  |
| 1999  | New York Mets        | 97–66  | .595 | Perdió la Serie de Campeonato de la NL |
| 2000  | New York Mets        | 94–68  | .590 | Perdió la Serie Mundial                |
| 2003  | Florida Marlins      | 91–71  | .562 | Ganó la Serie Mundial                  |
| 2010  | Atlanta Braves       | 91–71  | .562 | Perdió la Serie divisional             |
| 2012  | Atlanta Braves       | 94–68  | .580 | Perdió la Ronda comodín                |
| 2019  | Washington Nationals | 93–69  | .574 | Ganó la Serie Mundial                  |

| Temp. | Equipo                              | Récord       | %         | Resultado en los playoffs                                      |
| ----- | ----------------------------------- | ------------ | --------- | -------------------------------------------------------------- |
| 2022  | New York Mets Philadelphia Phillies | 101–61 87–75 | .623 .537 | Perdió la Ronda comodín Perdió la Serie Mundial                |
| 2023  | Philadelphia Phillies Miami Marlins | 90–72 84–78  | .556 .519 | Perdió la Serie de Campeonato de la NL Perdió la Ronda comodín |
| 2024  | Atlanta Braves New York Mets        | 89–73        | .549      | Perdió la Ronda comodín Perdió la Serie de Campeonato de la NL |

## Títulos divisionales por equipo
| Equipo                | Títulos | Wildcard | Años |
| --------------------- | ------- | -------- | --- |
| Atlanta Braves        | 18      | 3        | 1995, 1996, 1997, 1998, 1999, 2000, 2001, 2002, 2003, 2004, 2005, 2013, 2018, 2019, 2020, 2021. 2022, 2023. |
| Philadelphia Phillies | 12      | 2        | 1976, 1977, 1978, 1980, 1983, 1993, 2007, 2008, 2009, 2010, 2011, 2024.                                     |
| New York Mets         | 6       | 5        | 1969, 1973, 1986, 1988, 2006, 2015.                                                                         |
| Washington Nationals  | 5       | 1        | 1981, 2012, 2014, 2016, 2017.                                                                               |
| Miami/Florida Marlins | 0       | 4        | -- |
| Pittsburgh Pirates*   | 9       | -        | 1970, 1971, 1972, 1974, 1975, 1979, 1990, 1991, 1992.                                                       |
| St. Louis Cardinals*  | 3       | -        | 1982, 1985, 1987.                                                                                           |
| Chicago Cubs*         | 2       | -        | 1984, 1989.                                                                                                 |

- - Dejaron la división en 1993